# Paralithodes rathbuni
Paralithodes rathbuni (лат.) — вид неполнохвостых раков из семейства Lithodidae. Обладают внешним сходством с крабами (Brachyura), но легко отличимы по редуцированной пятой паре ходильных ног и асимметричному брюшку у самок.

## Внешний вид и строение
Отличается от других представителей рода чрезвычайно длинными шипами на панцире.

## Распространение и места обитания
Встречается в Тихом океане у берегов Японии и Калифорнии. Держится на глубинах от 70 до 800 метров.

## Питание
Активные хищники и падальщики.

## Промысловое значение
Является объектом коммерческого промысла.